# Bni Ftah
Bni Ftah (franska: Bni Ftah (CR), Bni Ftah (Commune Rurale), arabiska: تيداس) är en kommun i Marocko.   Den ligger i provinsen Taza och regionen Fès-Meknès, i den nordöstra delen av landet, 260 km öster om huvudstaden Rabat. Antalet invånare är 12 378.